# Ed van der Elsken
Ed van der Elsken, nato Eduard van der Elsken (Amsterdam, 10 marzo 1925 – Edam, 28 dicembre 1990) è stato un fotografo e regista olandese, è considerato uno dei pionieri della cosiddetta street photography. Dichiarò: "Non sono un giornalista, un reporter obiettivo, sono un uomo con gusti e antipatie".

## Biografia
Figlio di Eduard (1895-1956), un mobiliere, e di Huberta Johanna Gijsberdina Pardoel (1897-1985), aveva una sorella maggiore Maria (1923-2021). Voleva diventare scultore così si iscrisse alla scuola che poi divenne la prestigiosa Accademia Gerrit Rietveld ed ebbe come docente Mart Stam, ma dovette fuggire nel 1944 a causa dell'occupazione nazista.
Nel 1950 si trasferì a Parigi, dietro il suggerimento di Emmy Andriesse e trovò lavoro nella camera oscura dell’agenzia Magnum Photos dove venivano stampate, tra le altre, le foto di Henri Cartier-Bresson, Robert Capa e Ernst Haas.
In quei primi anni Cinquanta a Parigi van der Elsken rimase catturato dalla particolare atmosfera della Rive gauche della Senna, dove si intrecciavano storie di amanti del jazz con vagabondi ed alcolizzati, ma anche geniali pittori e gente di teatro, quella vita bohémien e intellettuale che da quasi un secolo animava Parigi. E tra coloro che finirono nella sua macchina fotografica, come un racconto per immagini ed un'icona nascente ed ammaliatrice, l'australiana Vali Myers, personaggio poliedrico, artista, pittrice, ballerina e animatrice notturna. Ne nascerà il volume, quasi un fotoromanzo, pubblicato nel 1954, Een liefdesgeschiedenis in Saint Germain des Prés (Una storia d'amore a Saint Germain des Prés) poi tradotto in inglese col titolo Love on the Left Bank. Il libro fu presto esaurito e divenne un successo internazionale.
Nel corso del suo soggiorno parigino, van der Elsken incontrò Edward Steichen come appare in foto in un caffè, scattata dallo stesso fotografo olandese. Dopo il 1954, van der Elsken tornò ad Amsterdam ed Eva Besnyö, che prese parte all'incontro, ricorda di una grande assemblea presso lo studio del fotografo Paul Huf (1924-2002) cui intervenne Steichen di ritorno dalla Svezia, al quale furono invitati anche Cas Oorthuys, Emmy Andriesse, Carl Blazer, Maria Austria, Ed van der Elsken, Henk Jonker ed altri. In quell'incontro, nel quale i fotografi portarono alcune delle loro immagini, Steichen spiegò il progetto della mostra che intendeva realizzare a livello mondiale e guardò le fotografie. Besnyö disse che la maggior parte dei fotografi si mostrarono timidi e le foto che esibirono furono poche, a differenza di van der Elsken che portò tutto il suo lavoro. Steichen scelse anche una foto di van der Elsken per la mostra The Family of Man che si tenne al Museum of Modern Art di New York nel 1955 e che da allora girerà in molte città del mondo e fu visitata da oltre nove milioni di persone.
A Parigi nel laboratorio della Magnum aveva incontrato la fotografa ungherese Ata Kandó di dodici anni più grande di lui, che aveva tre figli, di cui si innamorò e che sposò nel 1954. Deciserò di trasferirsi in Olanda ma il matrimonio durò meno di un anno e lei si trovò da sola in un paese straniero. Non si dette per vinta e continuò a fotografare, dapprima vendendo foto per libri per ragazzi e dopo il fallimento della rivoluzione ungherese del 1956 e l'invasione sovietica, fotografò gli esuli che fuggivano dal paese, assieme alla fotografa Violette Cornelius. Quanto a van der Elsken iniziò il periodo dei lunghi viaggi: a Bagara nell'ex Tanzania, appartenente poi alla Repubblica Centrafricana, Tokyo, Hong Kong con la nuova moglie, che sposerà nel 1957, la fotografa Gerda van der Veen (1935-2006).
Anche se aveva già girato alcuni film in 8 mm, non erano adatti né per la televisione né per il grande schermo, vuoi perché alcuni erano palesemente sottoesposti, altri perché usava un supporto a "doppio nastro", cioè uno per le immagini e l'altro per il sonoro, assolutamente inadeguati per il cinema. Le cose migliori che ha girato sono di taglio autobiografico a partire dal 1963, quando girò la nascita di suo figlio, Daan: Welkom in het leven, lieve kleine (Benvenuto alla vita, piccolo caro) in cui la protagonista è la moglie Gerda in attesa della nascita, in giro per il quartiere, mentre fa la spesa con la figlia Tinelou (nata nel 1961), che incontra la gente, usando un'attrezzatura col sonoro in sincrono e adatta per la scarsa illuminazione. Gerda e Ed divorziarono nel 1971, quando egli decise di andare a vivere in campagna ad Edam con la sua terza moglie la fotografa Anneke Hilhorst. Qui nel 1980 girò il documentario Avonturen op het land (che si potrebbe tradurre "Avventure sulla terra ferma"), un film dove la natura e la campagna appaiono come se fossero visti per la prima volta in lunghe sequenze e che egli descrisse così: "“Celebro tutto: amore, coraggio, bellezza ma anche rabbia, sangue, sudore e lacrime... Amo coprire la feccia giovane e ribelle. E l'esplosione di una banca di merda di sfruttatori capitalisti, ma solo dopo l'orario di chiusura!”.
Il suo ultimo video, Bye, è anche una sorta di testamento, una addio alla vita. Nel settembre 1988 gli fu diagnosticato un tumore alla prostata che non poteva essere operato e che gli rimaneva poco da vivere. Il fotografo, aiutato dalla moglie Anneke, decise di filmare questo breve tempo che gli restava: lui stesso diventò il soggetto delle riprese di una morte annunciata e che lo avrebbe visto, giorno dopo giorno, affievolirsi, girare nella sedia a rotelle, ma senza perdere la voglia di vivere e di creare. Il film si chiude con una sequenza delle sue foto più belle e con una canzone di Jacques Brel: è difficile morire in primavera.
Dopo la sua morte, l'interesse intorno alla sua produzione filmica crebbe e le emittenti, musei ed editori pubblicarono un certo numero dei suoi film nel formato DVD negli anni Duemila, anche se la qualità del materiale recuperato non sempre proveniva da quello originale creando così delle copie di bassa qualità, materiali finiti poi nei vari canali tipo YouTube. Gli eredi di van der Elsken insieme al Eye FilmMuseum hanno preso la decisione di ottimizzare la distribuzione dei film online nella migliore qualità possibile soltanto tramite la piattaforma digitale della EYE FILMMUSEUM.
Nel 2020 il Rijksmuseum di Amsterdam gli ha dedicato una mostra sulle foto ritrovate dalla moglie Anneke e mai viste, una raccolta inedita intitolata Feest di 134 fotografie. realizzate nel decennio degli anni Cinquanta.